# Кзыл-Ординский областной комитет КП Казахстана
Кзыл-Ординский областной комитет КП Казахстана - региональный орган партийного управления в Казахской ССР (1938-1991 годы).
Кзыл-Ординская область в составе Казахской ССР была образована 15 января 1938 года из части Южно-Казахстанской области. Центр - г. Кзыл-Орда. С 3 мая 1962 по 1 декабря 1964 наряду с Чимкентской и Джамбулской областями входила в состав Южно-Казахстанского края Казахской ССР.

## Первые секретари Кызыл-Ординского обкома КП Казахстана
- 1938 Амиров, Хусаинбек Ахметович
- 1938-1940 Абдрахманов, Халик Валиевич
- 1940-1945 Тюлебаев, Рахимбай
- 1945-1947 Бектелеев, Сафар Темирханович
- 1947-1950 Ибрагимов, Баймахан Искендирович[1]
- 1950-1952 Бектелеев, Сафар Темирханович
- 1952-1954 Кайсаканов, Арынгазы
- 1954 Жанбаев, Сагалбай
- 1954-1958 Сужиков, Мухамедгали Аленович
- 1958-1959 Оспанов, Сейдулла
- 1959-1961 Ильясов, Губайдулла Утарович
- 1961-01.1963 Токтамысов, Салимгерей Токтамысович
- 01.1963-12.1964 (сельский) Иксанов, Мустахим Белялович
- 12.1964-11.1966 Иксанов, Мустахим Белялович
- 11.1966-06.1972 Бектурганов, Хасан Шайахметович
- 06.1972-12.1978 Абдукаримов, Исатай Абдукаримович
- 12.1978-22.01.1985 Есетов, Такей Есетович
- 22.01.1985-25.07.1989 Ауельбеков Еркин Нуржанович
- 25.07.1989- 7.09.1991 Шаухаманов, Сеилбек Шаухаманович[2]